# Ист Њуарк
Ист Њуарк (енгл. East Newark) град је у америчкој савезној држави Њу Џерзи.

## Демографија
По попису из 2010. године број становника је 2.406, што је 29 (1,2%) становника више него 2000. године.
| Група             | 2000.         | 2010.         |
| Белци             | 1.058 (44,5%) | 668 (27,8%)   |
| Афроамериканци    | 40 (1,7%)     | 46 (1,9%)     |
| Азијати           | 60 (2,5%)     | 188 (7,8%)    |
| Хиспаноамериканци | 1.130 (47,5%) | 1.477 (61,4%) |
| Укупно            | 2.377         | 2.406         |